# Boukoura-teatern

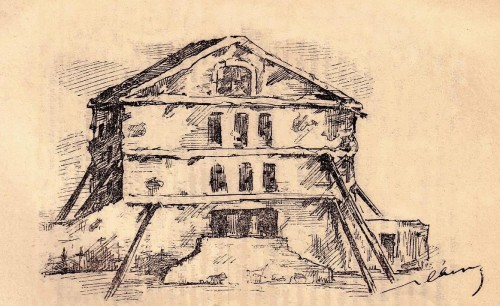
Boukoura theater

Boukoura-teatern var en teater i Aten i Grekland, grundad 1840 och verksam till 1897. Den revs 1898. Det var den tredje moderna teatern i Aten, den första permanenta moderna teatern i Aten, och den enda i staden fram till 1888, när Municipal Theatre of Athens grundades. 